# 人的行动

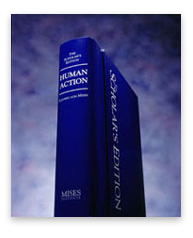
由路德維希·馮·米塞斯研究所出版的《人的行动：关于经济学的论文》精裝紀念版 。

《人的行為：經濟學專論》（英語：Human Action: A Treatise on Economics）是奧地利經濟學派經濟學家路德維希·馮·米塞斯所著的长篇著作。米塞斯在這本書中詳細闡述了經濟學的運作，堅定支持一個自由放任的市場經濟體制—亦即純粹的資本主義。米塞斯排斥經濟學裡的實證主義，支持一個先驗的知識論系統，並且提出了一種名為「人类行为学」的研究方式，以方法論的個人主義作為研究的基礎。米塞斯在書中強力的主張自由市場機制不但可以完全取代任何政府計畫的體制，更重要的，自由市場本身就是人類文明的根基。

## 目錄
第一部：人的行為

I. 行為中的人類

II. 人的行為學的知識論問題

III. 經濟學以及違背理性的反動

IV. 對行為分類的第一步分析

V. 時間

VI. 不確定性

VII. 人類世界裡的行為
第二部：社會架構裡的行為

VIII. 人類社會

IX. 思想的角色

X. 社會裡的貿易
第三部：經濟計算

XI. 沒有計算的價值衡量

XII. 經濟計算的層面

XIII. 作為行為手段的貨幣計算
第四部：交易經濟學或市場經濟學

XIV. 交易經濟學的範疇和研究方法

XV. 市場

XVI. 價格

XVII. 非直接的交易

XVIII. 過去時間的行為

XIX. 利息的比率

XX. 利率、信用擴張、以及貿易循環

XXI. 工作和工資

XXII. 生產中的非人類因素

XXIII. 市場的資料

XXIV. 利潤的和諧與衝突
第五部：沒有市場下的社會合作

XXV. 一個幻想中建構的社會主義社會

XXVI. 在社會主義下進行經濟計算的不可能性
第六部：受到阻礙的市場經濟

XXVII. 政府與市場

XXVIII. 稅賦的阻撓

XXIX. 對生產施加的限制

XXX. 對價格機制的干擾

XXXI. 對貨幣和信貸的操弄

XXXII. 財富的沒收和重新分配

XXXIII. 工團主義和社團主義

XXXIV. 戰爭的經濟學

XXXV. 福利制度的原則對照市場的原則

XXXVI. 干涉主義的危基
第七部：經濟學在社會裡的角色

XXXVII. 經濟學的難以詳述性

XXXVIII. 經濟學在教育裡的角色

XXXIX. 人類世界裡的經濟學以及根本問題

## 出版歷史
人的行為一書的第一次出版是在1949年。另一個被擴充並編修過的版本則在1963年出版。在1966年又有第三個校訂版出版。第四個校訂版則在1996年出現。

## 外部連結
- 《人的行為》一書的全文閱讀 （页面存档备份，存于） (PDF （页面存档备份，存于） The Scholar's Edition, 英文)